# Gilbert de Lorena
Gilbert (sau Giselbert) (n. c. 890 – d. 2 octombrie 939) a fost duce de Lotharingia (sau de Lorena).
Începutul domniei lui Gilbert nu este clar. Un dux Lotharingiae este menționat în 910, acesta putând fi chiar Gilbert. Lotharingia a luat partea lui Carol al III-lea în 911, care a fost depus în Francia Occidentală în 922 de către Robert, rămânând însă rege în Lotharingia, de unde a încercat să recucerească Francia apuseană până când a fost capturat în 923.
În 925, Gilbert a jurat credință regelui Henric I al Germaniei din poziția de duce de Lotharingia. Gilbert s-a căsătorit cu fiica lui Henric, Gerberga de Saxonia către 930. Din nu se știe ce motiv, Gilbert s-a răsculat atunci când Henric a murit în 936 și s-a supus lui Ludovic al IV-lea al Franței. Gilbert a reușit să fie practic independent vreme de trei ani până când a fost înfrânt de către armata regelui Otto I cel Mare al Germaniei în 939 în bătălia de la Andernach. Gilbert a fost făcut prizonier, dar a reușit să evadeze, înecându-se însă pe când încerca să traverseze Rinul. Lorena a fost conferită ducelui Henric I de Bavaria.